# Co jest dla ciebie dobre
Co jest dla ciebie dobre (ang. What’s Good For You) – australijski program poradnikowy, emitowany od 2006 roku na kanale Nine Network. W Polsce był emitowany na kanale TVN Style. Prowadzącym programu jest od 2009 roku Dr. Andrew Rochford, wcześniej prezenterami byli Sigrid Thornton (2006–2007) i Lisa Wilkinson (2008). Oryginalnym językiem programu jest język angielski. 
Program trwa 30 minut, łącznie z reklamami. Program porusza przeważnie tematykę zdrowotną.

## Prowadzący i eksperci
- Grant Hackett (2009)
- Janella Purcell (2009)
- Lyndsey Rodrigues (2009)
- Andrew Rochford (od 2006 do 2009) – prowadzący (2009)
- Shelley Craft (2008)
- Melissa King (2008)
- Lisa Wilkinson (2008) – prowadząca w roku 2008
- Giaan Rooney (2007)
- Jessica Rowe (2007)
- Brooke Hanson (od 2006 do 2007)
- Leila McKinnon (od 2006 do 2007)
- Michael Slater (od 2006 do 2007)
- Sigrid Thornton (od 2006 do 2007) – prowadząca w latach 2006–2007

## Wydanie na DVD
W 2009 roku została wydana pierwsza seria programu na czterech płytach DVD.